# Скопінська сільська рада
Ско́пінська сільська рада (рос. Скопинский сельский совет) — сільське поселення у складі Білозерського району Курганської області Росії.
Адміністративний центр та єдиний населений пункт — село Скопіно.
Населення сільського поселення становить 292 особи (2017; 349 у 2010, 465 у 2002).

## Склад
До складу сільського поселення входять:
| Населений пункт    | Населення, осіб (2002) | Населення, осіб (2010) | Населення, осіб (2017) |
| ------------------ | ---------------------- | ---------------------- | ---------------------- |
| Скопіно, село      | 462                    | 349                    | 292                    |
| Худякова, присілок | 3                      | -                      | -                      |